# ブリスベン・ロアーFC
ブリスベン・ロアー・フットボール・クラブ (英語: Brisbane Roar Football Club) は、オーストラリアの北東部、クイーンズランド州の州都ブリスベンをホームタウンとする、オーストラリアプロサッカーリーグ（Aリーグ）に加盟するプロサッカークラブ。

## 概要
発足初年度の2005-06シーズンからAリーグに参加している。2009年に名称をクイーンズランド・ロアーFCから現在のクラブ名へと変更した。2012年2月7日にインドネシアのコングロマリットであるバクリグループがクラブの全株式を取得して傘下に収めている。
2010-11シーズン、オーストラリア国内のAリーグのレギュラーシーズンとファイナルシリーズ双方で初優勝（完全優勝）を果たした。また、2011-12シーズンではレギュラーシーズン戦で2位になったものの、グランドファイナルでは2連覇を飾った。Aリーグと並行して戦ったAFCチャンピオンズリーグ2012にも同大会初出場を果たしたが、グループリーグのF組で韓国・Kリーグの蔚山現代FC（1位）、日本・JリーグのFC東京（2位）に次ぐ3位となって敗退（中国・スーパーリーグ（超級）の北京国安足球倶楽部と並ぶ）。AFCチャンピオンズリーグ2013では、プレーオフでタイ・プレミアリーグ所属のブリーラム・ユナイテッドFCに敗れ、グループリーグ出場を逃した。

## タイトル

### 国内タイトル
- Aリーグ
  - Aリーグレギュラーシーズン：2回
    - 2010-2011, 2013-2014

  - Aリーグファイナルシリーズ：3回
    - 2010-2011, 2011-2012, 2013-2014

### 国際タイトル
- なし

## 過去の成績
| 年度    | レギュラーシーズン | ファイナルシリーズ |
| ------- | ------------------ | ------------------ |
| 2005-06 | 6位                | ─                  |
| 2006-07 | 5位                | ─                  |
| 2007-08 | 4位                | 3位                |
| 2008-09 | 3位                | 3位                |
| 2009-10 | 9位                | ─                  |
| 2010-11 | 優勝               | 優勝               |
| 2011-12 | 2位                | 優勝               |
| 2012-13 | 5位                | ベスト4            |
| 2013-14 | 優勝               | 優勝               |
| 2014-15 | 6位                | 初戦敗退           |
| 2015-16 | 3位                | ベスト4            |
| 2016-17 | 3位                | ベスト4            |
| 2017-18 | 6位                | 初戦敗退           |
| 2018-19 | 9位                | ─                  |
| 2019-20 | 4位                | 初戦敗退           |

## 現所属メンバー
2021年11月28日現在 
注：選手の国籍表記はFIFAの定めた代表資格ルールに基づく。
| No. | Pos. |                | 選手名                 |
| --- | ---- | -------------- | ---------------------- |
| 1   | GK   | オーストラリア | マックリン・フレーク   |
| 2   | DF   | オーストラリア | スコット・ネヴィル     |
| 3   | DF   | オーストラリア | コリー・ブラウン       |
| 4   | DF   | オーストラリア | アントン・ムリナリッチ |
| 5   | DF   | スコットランド | トム・アルドレッド     |
| 7   | MF   | オーストラリア | ラフマト・アクバリ     |
| 8   | MF   | ドイツ         | マッティ・スタインマン |
| 9   | FW   | オーストラリア | ルーク・イバノビッチ   |
| 10  | FW   | オーストラリア | ニコラ・ミロウスニッチ |
| 11  | FW   | オーストラリア | ジェズ・ロフトハウス   |
| 12  | GK   | オーストラリア | ジョーダン・ホルムズ   |
| 13  | MF   | オーストラリア | ヘンリー・ホール       |
| 15  | MF   | オーストラリア | ジェシー・デイリー     |

| No. | Pos. |                  | 選手名                           |
| --- | ---- | ---------------- | -------------------------------- |
| 16  | DF   | オーストラリア   | ジョシュ・ブリンデル＝サウス     |
| 19  | DF   | オーストラリア   | ジャック・ヒンガート             |
| 21  | FW   | オーストラリア   | ニコラス・オルセン               |
| 22  | FW   | オーストラリア   | アレックス・パーソンズ           |
| 23  | FW   | アルゼンチン     | フアン・レスカーノ               |
| 24  | GK   | ニュージーランド | エイデン・マンフォード           |
| 26  | MF   | アイルランド     | ジェイ・オシェイ                 |
| 27  | DF   | オーストラリア   | カイ・トレウィン                 |
| 29  | FW   | オーストラリア   | サイラス・デーミー               |
| 34  | MF   | オーストラリア   | ドミニク・ホーウッド             |
| 35  | MF   | オーストラリア   | ルイス・ザバラ                   |
| 37  | DF   | オーストラリア   | ジャクソン・ハート＝フィリップス |

## 歴代所属選手
- ダミアン・モリ 2006-2007
- ロビー・クルーズ 2006-2009
- タンドゥ・ベラフィ 2007
- 申台龍 2005
- チャーリー・ミラー 2008-2009
- ピーター・コリン 2010

- トーマス・ブロイヒ 2010-2017
- マット・マッカイ 2005-2011、2013-2019
- 中島ファラン一生 2011-2012
- ベサルト・ベリーシャ 2011-2014
- 高橋祐治 2012-2013 (期限付き移籍)
- ジェイド・ノース 2013-2018